# Пуерторикански виреон
Пуерториканският виреон (Vireo latimeri) е вид птица от семейство Vireonidae.

## Разпространение
Видът е разпространен в Пуерто Рико.